# Запам'ятайте мене такою
«Запам'ятайте мене такою» — радянський двосерійний телевізійний фільм 1987 року режисера Павла Чухрая, соціальна драма за мотивами п'єси Романа Солнцева «Мати і син».

## Сюжет
Фільм починається з видів осіннього Ленінграда. Ранній ранок, пустельні вулиці. За кадром звучить «До Елізи» Бетховена і голос головного героя: «Я рідко буваю тепер в Ленінграді. Ми далеко живемо. І ось уже кілька років як немає мами. Багато що змінилося з тих пір в нашому житті, так і в житті взагалі. Але чим більше проходить часу, тим частіше я згадую її, наші розмови і той наш останній приїзд».
Кілька поколінь однієї родини постають перед в цій картині. У центрі кінодрами — Марія Іванівна (Ангеліна Степанова) — блокадниця, яка волею долі живе в Ленінграді, з уже немолодою дочкою. Життя практично не змінило її принципів і переконань.
На день народження до неї в гості з Сибіру прилітає син з двома своїми дружинами (нинішньою і попередньою), дочкою і онуком. Однак свято проходить не дуже радісно: бабуся бачить, наскільки останнє покоління її сім'ї далеко від тих ідеалів, які розділяє вона. Зрештою вона з болем і гнівом розповідає про свою молодість, хліб, збережений нею з часів блокади, і журиться, що нема на кого залишити країну.
Фінальна сцена фільму: Марія Іванівна ділить між членами своєї сім'ї найдорожче, що у неї є — ті самі 125 «блокадних» грамів хліба, які вона зберігала всі ці роки.

## У ролях
- Ангеліна Степанова —  Марія Іванівна Кірєєва
- Олег Борисов —  Андрій, син Марії Іванівни
- Ія Саввіна —  Лідія, колишня дружина Андрія
- Олена Проклова —  Маша, дочка Андрія та Лідії
- Олена Фіногєєва —  Ася, дружина Андрія
- Людмила Арініна —  Настя, дочка Марії Іванівни
- Антон Андросов —  Олег, син Маші  (озвучив  В'ячеслав Баранов)
- Олександра Колкунова —  Таня, дочка Асі
- Михайло Глузський —  Золотаревський, начальник Кірєєва
- Ніна Ургант —  Катерина Жукова, алкоголичка
- Катерина Жемчужна —  циганка в аеропорту
- Борис Сморчков —  заступник Кірєєва
- Анатолій Ведьонкин —  продавець
- Галина Комарова —  листоноша
- Галина Дьоміна —  представниця
- Анатолій Скорякин —  сусід Марії Іванівни
- Людмила Давидова —  подруга
- Наталія Саакянц —  Наталія Миколаївна, сусідка
- Арсен Амаспюрянц —  чоловік сусідки
- Ігор Шавлак —  матрос в аеропорту
- Катерина Зінченко —  секретар Лідії Сергіївни
- Катерина Троян —  Олена, співробітниця Маші
- Василь Кравцов —  старий в черзі

## Над фільмом працювали
- Автор сценарію:  Марія Зверева
- Режисер-постановник:  Павло Чухрай
- Оператор-постановник:  Володимир Бондарєв
- Художник-постановник:  Євген Виницький
- Звукооператор: Марк Бронштейн
- Монтажер: Марина Добрянська
- Державний симфонічний оркестр кінематографії
- Диригент:  Володимир Понькин